# Комплекс садиби Інституту фізіології ім. О. О. Богомольця
Садиба Інституту фізіології — комплекс споруд Інституту фізіології ім. О. О. Богомольця, розташований на вулиці Академіка Богомольця, 4.
Рішенням виконавчого Комітету народних депутатів 17 листопада 1987 року, постановами Кабінету міністрів України № 1761 від 27 грудня 2001 року і № 928 від 3 вересня 2009 року «Про занесення об'єктів культурної спадщини національного значення до Державного реєстру нерухомих пам'яток України» комплекс садиби Інституту фізіології імені О. О. Богомольця Національної академії наук внесений до обліку пам'яток історії й архітектури.

## Будівництво і використання будівель
Комплекс будівель інституту реалізували за задумом президента ВУАН Олександра Богомольця. Будівництво розпочали 1932 року на порожній ділянці тодішньої вулиці Виноградної, на Липській горі над Олександрівською лікарнею. За нумерацією до 1946 року будівля інституту мала номер 21. Після перейменування Виноградної на вулицю Академіка Богомольця та зміну порядкових номерів будинків Інститут фізіології отримав нову адресу — вулиця Академіка Богомольця, 4.
На території садиби проєктувалось звести адміністративно-дослідницький корпус, експериментальну клініку з віварієм, будівлі майстерень. 1932 року розпочалось будівництво двоповерхової будівлі Інституту експериментальної біології та патології Наркомату охорони здоров'я УСРР. 1936 року збудували триповерховий головний корпус Інституту клінічної фізіології АН УРСР у стилях постконструктивізму і стримлайну. Приміщення також займали лабораторії, аудиторія для семінарів, кабінети керівників інституту. 1940 року завершено спорудження двоповерхової майстерні. Паралельно поруч з інститутом спорудили триповерховий житловий будинок для наукових співробітників. Тут отримала квартиру родина Олександра Богомольця. Навколо житлового будинку було розплановано парк.
Під час німецької окупації Києва 1941—1943 років будівлю Інституту клінічної фізіології займала адміністрація київського міського комісара Райхскомісаріату Україна. Після відступу німців у листопаді 1943 року будівлю було заміновано, проте одна зі співробітниць перерізала дроти.
У травні 1944 року, після повернення інституту до своїх будівель на прохання Олександра Богомольця було виділено кошти на відновлення усіх приміщень. Протягом 1950-х — 1960-х років збудували декілька допоміжних приміщень на території інституту. У 1970-ті роки кількість співробітників інституту зросла, тому за ініціативи Платона Костюка було розпочато спорудження 15-поверхового лабораторного корпусу, який відкрили в 1979 році. На верхніх двох поверхах обладнали віварій. З 1992 року будівлю колишнього Інституту експериментальної біології та патології передали Міжнародному центру молекулярної фізіології, якому вона належала до 2016 року.

## Архітектура

Заокруглений (західний) фасад головного корпусу

Головний триповерховий корпус спочатку зводився у стилі конструктивізму з характерними заокругленими торцями. Однак у період гострої критики авангардного стилю в СРСР Павло Альошин у 1934 році переробив проєкт. Будівлю мали оздобити рустом, карнизами, пілястрами та рельєфними панно. 1936 року будівництво інституту завершили. Водночас через брак коштів фасад виявився з деякими спрощеннями, зокрема не зробили рельєфні панно

## Інші будівлі
Поруч споруджено триповерховий житловий будинок, де було надано квартири науковим співробітникам, зокрема й родині Олександра Богомольця. Тут з 1944 року мешкали родини Олександра Богомольця, Василя Комісаренка, Анатолія Зюкова, Євгена Татаринова, Олександра Тимофєєвського (до 1955), Надії Юдіної, Івана Іщенка, Всеволода Янковського, Миколи Горєва, Ростислава Кавецького, Юрія Спасокукоцького, Ніни Медведєвої, Миколи Сиротиніна та інших. Серед гостів будинку були піаніст Святослав Ріхтер, офтальмолог Володимир Філатов, математик Михайло Лаврентьєв тощо. Навколо житлового будинку було розплановано парк.
1979 року побудовано 15-поверховий лабораторний корпус Інституту фізіології.